# Secretaría de Administración de Nuevo León
La Secretaría de Administración de Nuevo León es la dependencia encargada de administrar los recursos humanos, materiales y servicios que requiera la Administración Pública del Estado de Nuevo León.

## Funciones
Apoyar a las Dependencias del Gobierno de Nuevo León en la adquisición de sus bienes, servicios, recursos materiales y desarrollo de sistemas administrativos que requieran; así como planear y programar con las Dependencias, la selección, contratación y capacitación del personal; además de establecer las políticas públicas y criterios para el uso de los equipos de cómputo, comunicación digital y tecnología en el Gobierno Estatal.

### Visión
Ser una organización que, a través de la  nueva gestión pública, logre desarrollar el mejor capital humano, además de eficientes procesos de compras públicas  y  recursos tecnológicos para facilitar que las dependencias y entidades excedan las expectativas ante la ciudadanía.

### Misión
Apoyar a las Dependencias y Entidades que conforman la Administración Pública Estatal en la gestión de su talento humano, servicios, recursos materiales y tecnológicos aplicando la normatividad vigente  y actuando con eficacia, eficiencia, economía, transparencia y honradez.

### Según la ley
Según el artículo 25 de la Ley Orgánica de la Administración Pública del Estado de Nuevo León:
I. Velar por el cumplimiento de las leyes, reglamentos y demás disposiciones aplicables en relación con los recursos humanos, materiales y servicios, y vigilar que las dependencias y entidades ejerzan conforme a la Ley, las atribuciones que ésta les confiera en esa materia;
II. Administrar la nómina de la Administración Pública del Estado;
III. Vigilar el debido cumplimiento de la normatividad aplicable en materia de adquisición de recursos materiales y servicios del Gobierno del Estado, así como presidir el Comité de Adquisiciones de la Administración Pública;
IV. Apoyar a las dependencias y organismos o entidades en la programación de la adquisición de sus servicios y recursos materiales, así como en el desarrollo de los sistemas administrativos que requieran para el desempeño de sus actividades, en los términos que establezcan las leyes respectivas;
V. Programar y celebrar los contratos por los cuales se realicen las contrataciones de recursos humanos, adquisiciones de recursos materiales, equipo informático y todos los servicios necesarios para el cumplimiento de los fines de la Administración Pública del Estado, con excepción de las adquisiciones de la Secretaría de Seguridad y la Fiscalía General de Justicia del Estado que lo harán directamente, cuando con ello se puedan comprometer aspectos que incidan en los ámbitos de intervención y fines de la seguridad;
VI. Tramitar los nombramientos, promociones, cambios de adscripción, licencias, bajas y jubilaciones de los servidores públicos del Poder Ejecutivo;
VII. Establecer las políticas públicas, los criterios y normas para la adquisición, operación y funcionamiento de los equipos informáticos y programas de cómputo, impresión y comunicación del Gobierno del Estado, así como promover el funcionamiento integral de los sistemas de informática para su eficaz y eficiente operación;
VIII. Planear y programar en coordinación con las personas titulares de las dependencias, la selección, contratación y capacitación del personal y llevar los registros del mismo; controlar su asistencia, licencias, permisos y vacaciones; otorgar becas y otros estímulos y promover actividades socioculturales y deportivas para los trabajadores al servicio del Estado;
IX. Mantener al corriente el escalafón y el tabulador de los trabajadores al servicio del Estado, así como programar los estímulos y recompensas para dicho personal;
X. Llevar el registro de proveedores de bienes y servicios de la Administración Pública Estatal;
XI. Representar al Estado en los juicios o procedimientos en que este sea parte o resulte algún interés de carácter laboral, así como respecto de las adquisiciones de los recursos materiales y servicios;
XII. Presentar las denuncias, acusaciones o querellas con motivo de hechos delictuosos, donde resulten afectadas las adquisiciones de recursos materiales y servicios, así como aquellas de carácter laboral, dándoles el seguimiento correspondiente;
XIII. Implementar y administrar el Plan de Tecnologías de Información y Comunicaciones del Gobierno del Estado y los criterios rectores en esa materia, la Plataforma Tecnológica Integral de la Administración Pública del Estado y sus criterios, y
XIV. Apoyar en la conducción de las relaciones laborales con el Sindicato Único de Servidores Públicos del Estado, participar en la revisión de las condiciones generales de trabajo, difundirlas y vigilar su cumplimiento; y
XV. Los demás que le señalen las leyes, reglamentos y otras disposiciones legales aplicables.

## Titulares
| Secretario                    | Periodo                                      | Gobernador                        | Ref |
| ----------------------------- | -------------------------------------------- | --------------------------------- | --- |
| Gloria María Morales Martínez | Desde el 4 de octubre de 2021                | Samuel Alejandro García Sepúlveda |     |
| Hiram Menchaca Villarreal     | 13 de febrero de 2018 - 3 de octubre de 2021 | Jaime Rodríguez Calderón          |     |
| Hiram Menchaca Villarreal     | 13 de febrero de 2018 - 3 de octubre de 2021 | Manuel Florentino González Flores |     |
| Enrique Torres Elizondo       | 1 de julio de 2016 - 12 de febrero de 2018   | Jaime Rodríguez Calderón          |     |